# Hutton Rocks
Hutton Rocks är en kulle i Antarktis. Den ligger i Östantarktis. Nya Zeeland gör anspråk på området.
Terrängen runt Hutton Rocks är platt söderut, men åt nordost är den kuperad. Havet är nära Hutton Rocks åt sydväst. Trakten är glest befolkad. Närmaste befolkade plats är McMurdo Station, 1,5 kilometer öster om Hutton Rocks. 